# Jimmy Cooper (musicien)
Pour les articles homonymes, voir Jimmy Cooper.
Jimmy Cooper (1907-1977) est un musicien de hammered dulcimer écossais.  

## Biographie
Né à Coatbridge, près de Glasgow en Écosse, il est initié au dulcimer autour de 12 ans. Il acquiert son expérience en jouant dans les lieux publics et avec des spectacles de rue. Entre temps, pour gagner sa vie, il pratique divers métiers dont chauffeur d'autobus et d'ambulance. Son répertoire variait de chansons traditionnelles écossaises et irlandaises, mais également de musique pop plus contemporaine. Il est découvert comme musicien de folk revival au début des années 1970 et inspire plusieurs musiciens de la scène montante dont John McCutcheon (en) et Malcolm Dalglish (en). McCutcheon décrit Cooper comme le dulcimer le plus complet qu'il a rencontré.

## Discographie

### Comme interprète
- Dulcimer Player, Spoot Records / Forest Tracks FTS3009, 1976 (réédité en cassette comme  FTC6022, 1988)
- Dulcimer Player, Forest Tracks FTBTCD1, 2003 (réédité en 1976, album avec trois pistes additionnelles de FT3008)
- In Concert, Forest Tracks FTC6023, 1988

### Apparitions
- Plusieurs artistes, Southern By-Ways, Forest Tracks FT3008, 1976 (sur quatre pistes)
- The Boys of the Lough, Good Friends - Good Music, Philo PH1051, 1977 (sur une piste, joue Cadam Woods et The Bonnie Lass of Bon Accord)
- Ashley Hutchings, Kicking Up the Sawdust, Harvest SHSP 4073, 1977